# 在雨和夢之後
《在雨和夢之後》（雨と夢のあとに）是一本原著為柳美里（유미리）的奇幻恐怖小說。在2005年，朝日電視台將之改編成電視劇並在週五晚上電視劇這時段內播放。而在2006年，CARAMELBOX劇團也把小說改編成舞台劇，並在7月至8月期間分別於東京及大阪的兩個劇場中公演。在2009年，香港劇團演戲家族把小說改編成音樂劇《一屋寶貝》，之後曾五度公演。

## 小說
在雜誌『野性時代』連載完畢後，由角川書店於2005年4月發行。小說的內容與電視劇的有一點差異，例如曉子並沒有透露自己是個幽靈、雨的年齡不同等。

## 電視劇
在2005年4月15日～2005年6月17日期間，於朝日電視台系列電視台週五23:15～24:10（週五晚電視劇時段）播放。

### 概要
故事描述兩位主角——中學生雨（黑川智花）及其父親朝晴（澤村一樹）——兩父女在一起生活。朝晴為了維持家庭的生計，經常要出採集蝴蝶，因此雨對其父親的掛念與日俱增。然而有一天，朝晴出外到了台灣，去捕捉被稱為「珠光鳳蝶（Troides magellanus）」的奇幻之蝶（但其實確實有這種蝴蝶存在）時，因突如其來的意外而身亡。
朝晴因掛念着雨，於是便在幽靈的狀態下回到雨那裡去，然而他卻不知道自己早已身故了。有一天，跟雨住在同一棟公寓的鄰居曉子（木村多江）告訴雨，自己其實是個幽靈。這時候的雨還未知道朝晴經已死去。
本劇的高潮，是在生前感覺充滿善意的人——靈媒，或者是一個在常人看不見幽靈的地方也能看到的人——向朝晴詢問什麼時候告訴雨自己已經離世了的事實（故事設定為一旦朝晴告知了雨之後就要離開）；還有朝晴與（杏子）爭奪撫養權、朝晴與曉子的關係會否有進展等，為本劇故事的中心。

### 主要演員
- 櫻井雨：黑川智花
- 小柳曉子：木村多江
- 早川北斗：速水直道
- 白坂真晝：
- ：杏子（歌手）
- 早川霧子：美保純
- 早川岳男：Brother TOM
- 石田早苗：高畑淳子
- 櫻井朝晴：澤村一樹

以下是各集的主要嘉賓演出：
- 平田滿（第一集）
- 通山愛里（第二集）
- 高橋由美子（第三集）
- 中村俊太（第四集）
- 山下撤大（第四集）
- 佐藤二朗（第五集）
- 中原丈雄（第六集）
- 矢澤心（第七集）
- 澤田亞矢子（第八集）
- 山田明鄉（第八集）
- 上川隆也（第九集）

### 製作人員
- 原作：柳美里
- 編劇：成井豐、
- 導演：麻生學（獨立）、常廣丈太（朝日電視台）、唐木希浩、新村良二（5年D組）
- 監製：中込卓也（朝日電視台）、椿宜和、藤本一彥（角川映畫）
- 總監製：五十嵐文郎（朝日電視台）
- 制作：朝日電視台、角川映畫

### 播放列表
| 集數   | 播放日        | 副題                       | 收視率 |
| ------ | ------------- | -------------------------- | ------ |
| 第1集  | 2005年4月15日 | 我即使死去了仍然會守護着你 | 9.5%   |
| 第2集  | 2005年4月22日 | 找尋母親的美少女幽靈       | 9.7%   |
| 第3集  | 2005年4月29日 | 告白                       | 9.8%   |
| 第4集  | 2005年5月6日  | 親                         | 8.4%   |
| 第5集  | 2005年5月13日 | 謊言                       | 9.5%   |
| 第6集  | 2005年5月20日 | 別離                       | 9.2%   |
| 第7集  | 2005年5月27日 | 破綻                       | 10.5%  |
| 第8集  | 2005年6月3日  | 決心                       | 11.5%  |
| 第9集  | 2005年6月10日 | 曉子                       | 8.8%   |
| 大結局 | 2005年6月17日 | 希望 〜永遠的雨〜          | 11.5%  |

平均收視率：9.84%（收視率為日本關東地區的收視率，由Video Research調查）

### 主題曲
- 奥田美和子『在雨和夢之後』（BMG JAPAN）

因原作的作者柳美里的填詞而轟動一時的歌曲。在2005年5月27日，這首由奥田美和子主唱的歌曲於同一電視台的音樂節目「MUSIC STATION」中首次登場。而在同一日，在第7集的開頭中飾演自己，並演唱了此主題曲。

### 作品的變遷
| 朝日電視台系列電視台 週五晚電視劇                         | 朝日電視台系列電視台 週五晚電視劇              | 朝日電視台系列電視台 週五晚電視劇 |
| --------------------------------------------------------- | ---------------------------------------------- | --------------------------------- |
|                                                           | 在雨和夢之後 （2005年4月15日 - 2005年6月17日） |                                   |
| 特命係長只野仁（第2輯） （2005年1月14日 - 2005年3月18日） | 小遙17歲 （2005年7月1日 - 2005年9月16日）      |                                   |

## 舞台劇

### 日本
2006年夏天，負責電視劇的編劇工作的成井豐贊助CARAMELBOX劇團將作品製作成舞台劇。編劇和導演是成井豐及。舞台劇於7月20日～8月20日在東京的SUNSHINE劇場、8月24日～31日在大阪的THEATER BRAVA!中公演。
主題曲與電視劇的一樣是奥田美和子的「在雨和夢之後」（收錄在細碟「BORN」中的版本）。
另外，同一劇團預定於2013年再次演出此劇，並同時決定上演描寫作品最後一幕之後的（原案：柳美里，劇本、導演：成井豐）。

#### 演員
2006年版
- 櫻井 雨：福田麻由子（客席演出）
- 櫻井 朝晴：岡田達也
- 小柳 曉子：岡内美喜子
- 早川 岳男：久松信美（客席演出）
- 早川 霧子：楠見薰（客席演出）
- 早川 北斗：畑中智行
- 高柴／正太郎：三浦剛
- ／澤田：大木初枝
- 波代／水村：青山千洋
- 洋平／康彦：篠田剛
- 廣瀨／熊岡：小多田直樹
- 番場／大谷：小林千惠

2013年版
- 櫻井 雨：吉田里琴（客席演出）
- 櫻井 朝晴：大内厚雄
- 大森美紀子
- 西川浩幸
- 岡田達也
- 岡内美喜子
- 三浦剛
- 鍛治本大樹
- 小林春世
- 笹川亞矢奈
- 毛塚陽介

- 楠見薰

#### 其他
此剧（2006年版）由當時年仅12岁的儿童演员福田麻由子连续3个月长时间在日本全国范围内巡回公演，创下了一个历史记录，即年龄最小的舞台剧演员擔任主演，且演出时间最长。
另一方面，福田麻由子由此剧开始名气大增。

### 香港
在2009年，香港劇團演戲家族把小說改編成音樂劇《一屋寶貝》，之後再於2010、2011、2012年合共五度公演。

## 關連項目
- 照耀明天（於2006年4-6月播放。由於幾乎所有在『雨』劇的電視劇版的演員及製作人員都有參與，因此此劇被視為該劇實際上的續集。）

## 外部連結
- 柳美里官方網站（页面存档备份，存于）
- 朝日電視台 電視劇版官方網站
- CARAMELBOX劇團
  - 《在雨和夢之後》舞台劇（2006年版）官方網站
  - 《在雨和夢之後》舞台劇（2013年版）官方網站《在雨和夢之後》舞台劇（2013年版）官方網站
  - 舞台劇官方網站